# Екмеџић

## Порекло презимена
Презиме Екмеџић се данас може наћи међу припадницима православне, католичке и исламске вероисповести на простору некадашње СФРЈ. Православни Екмеџићи су Срби, и то углавном пореклом са простора данашње Северне Македоније. 

Значење презимена потиче од турских речи за хлеб (ekmek) и за занимање пекар (ekmekçi).
Главна породична линија у Републици Србији може да се прати од средњовековне Македоније, преко Јагодине, па све до Срема, где је највећи део породице трајно и остао. Део породице који се задржао у Јагодини, преузео је по овом топониму, презиме Јагодић.

Осим у Сремским селима Стара Пазова, Добановци и Војка, највећи број Екмеџића се налази у Земуну и Београду.

Породична слава дела породице Екмеџић је Свети Никола.
Део породице који се разгранао у Војци дели се на три дела: Ђокини, Ракини и Тандркови.

## Знаменити људи
Не зна се довољно о прошлости породице Екмеџић пре доласка у Срем, а у периоду између два светска рата, најзнаменитији члан породице Екмеџић је био Живојин Екмеџић (1892 — 1977), трговац из сремског села Крњешевци. Остао је упамћен као образован човек, са знањем више светских језика (немачки, мађарски, словачки, руски). Такође, иако је потицао од сиромашних родитеља, надничара, изучио је трговачки занат, и имао успешну трговину све до Другог светског рата. Међу комшијама и пријатељима је остао упамћен као изузетно интелигентан, учен и вредан човек, а из поштовања су га често звали „господар Екмеџија“.

Након рата, нове комунистичке власти му одузимају имовину, и до краја живота остаје препуштен издржавању породице, неспреман да прихвати понижавајуће услове под којима би могао да ради у новој држави, под новом влашћу. Био је ожењен Рускињом Пелагијом Павловном Христољубовном (1901 — 1986), коју је упознао током заробљеништва у Русији, где је био интерниран као војник у војсци тадашње Аустроугарске. Из Русије је побегао са почетком Октобарске револуције, и преко Кине и Индије, готово три године путовао до Дубровника, и до свог дома у Војки. Са супругом је имао три сина - Георгија/Ђорђа (1917-1921), Николу (1921-2003) и Спасоја (1926-2001), а дочекао је да види и своје праунуке.
 
Потомци Живојина Екмеџића у Србији данас живе у Земуну и Београду, а део породице је настањен и у Савезној Републици Немачкој и Уједињеном Краљевству.

## Занимљивости
Не треба мешати презимена Екмеџић и Екмечић. Иако је корен презимена исти, и потиче од истих турских речи, ове две породице нису у непосредном крвном сродству. Честа је грешка да се познати српски академик Милорад Екмечић, представи као Екмеџић. Такође, није необично наићи и на грешке типа „Екмеђић“, „Екмендић“ или пак „Екменџић“.